# Casino Royale (film 2006)
Casino Royale – brytyjski film szpiegowski z 2006 roku o przygodach Jamesa Bonda, wyprodukowany przez Eon Productions. Za reżyserię odpowiadał Martin Campbell, a za scenariusz Neal Purvis i Robert Wade oraz Paul Haggis. W rolę agenta 007 po raz pierwszy wcielił się Daniel Craig, a obok niego w rolach głównych wystąpili Eva Green, Mads Mikkelsen, Jeffrey Wright i Judi Dench. Jest to dwudziesta pierwsza produkcja wchodząca w skład serii filmów o Bondzie.
Po Śmierć nadejdzie jutro seria została zrestartowana, co pozwoliło pokazać mniej doświadczonego Bonda. Akcja filmu toczy się tuż po tym, gdy James Bond otrzymał „licencję na zabijanie”. Jego akcja nie rozgrywa się ani przed, ani po którymkolwiek z wcześniejszych filmów. Po udaremnieniu zamachu na międzynarodowym lotnisku w Miami Bond leci do Czarnogóry, gdzie w turnieju pokerowym ma pokonać Le Chiffre’a – bankiera terrorystów, który straciwszy ogromną sumę pieniędzy musi ją jakoś odzyskać. Tam zakochuje się w Vesper Lynd, agentce, która ma zapewnić mu pieniądze potrzebne do gry. Fabuła kontynuowana jest w kolejnym filmie o agencie 007 z 2008 roku – 007 Quantum of Solace.
Premiera Casino Royale odbyła się 14 listopada 2006 roku w Londynie. Film spotkał się z bardzo pozytywną reakcją krytyków, a recenzenci podkreślili, że Craig na nowo wykreował postać. Produkcja zarobiła ponad 616 milionów dolarów na całym świecie, stając się najbardziej kasowym filmem o Jamesie Bondzie aż do wydania Skyfall w 2012 roku.

## Streszczenie fabuły
James Bond, który niedawno otrzymał status agenta z dwoma zerami, dający mu licencję na zabijanie (007), wyrusza na swoją pierwszą misję na wyspę Madagaskar, gdzie ma schwytać terrorystę Mollakę (Sébastien Foucan). Nie wszystko idzie zgodnie z planem, jednak Bond decyduje się na kontynuowanie misji, niezależnie od decyzji MI6. Dzięki telefonowi komórkowemu Molakki namierza na Bahamach terrorystę Dimitriosa (Simon Abkarian), przez którego dociera do niejakiego Le Chiffre’a (Mads Mikkelsen), swojego głównego antagonisty w filmie. Le Chiffre jest bankierem różnej maści terrorystów światowych, pieniędzmi których spekuluje na giełdzie. Kontaktuje go z nimi tajemniczy pan White (Jesper Christensen). Rozpracowawszy Dimitriosa, Bond udaremnia w Miami próbę zniszczenia nowo powstałego prototypu największego pasażerskiego samolotu świata „Skyfleet”. Dzięki fiasku tego zamachu Le Chiffre traci olbrzymią sumę pieniędzy terrorystów, którą źle ulokował. Musi więc zdobyć je z powrotem i organizuje w tym celu turniej pokera w Casino Royale w Czarnogórze.
M (Judi Dench), szefowa MI6, wyznacza 007 następną misję. Ma on pokonać Le Chiffre’a w grze w kasynie i przechwycić go dla wywiadu angielskiego. Wraz z Bondem do Czarnogóry udaje się Vesper Lynd (Eva Green), reprezentantka królewskiego departamentu skarbu. Na miejscu z 007 kontaktuje się René Mathis (Giancarlo Giannini), tamtejszy współpracownik MI6, oraz agent CIA Felix Leiter (Jeffrey Wright). Bond wygrywa turniej, stawiając Le Chiffre’a w sytuacji bez wyjścia. Tenże porywa więc Vesper, wciągając w ten sposób Bonda w pułapkę. Torturuje go, chcąc wydobyć hasło do konta z pieniędzmi. Zdradza przy okazji, że jego wtyczką u Brytyjczyków jest Mathis. Niespodziewanie wybawienie przynosi pan White, który zabija Le Chiffre’a, ale Bonda i Vesper pozostawia żywych.
007 dochodzi do siebie nad jeziorem Como, gdzie wyznaje miłość Vesper. Kończąc akcję w Czarnogórze, doprowadza do aresztowania Mathisa i odbiera wygrane pieniądze, ujawniając Vesper, że hasłem do konta jest jej imię. Zakochana para spędza kilka dni w Wenecji, a Bond decyduje się porzucić pracę w wywiadzie, wybierając życie z ukochaną. Problemy pojawiają się, gdy okazuje się, że wygranych przez Bonda w kasynie pieniędzy nie ma na koncie. Jedyną osobą, która mogła je podjąć była Lynd, więc Bond śledzi ją i widzi, jak przekazuje walizkę nieznanym mężczyznom. Walczy z nimi w tonącym pałacu weneckim i mimo iż pokonuje ich, traci Vesper, która wybiera śmierć, a w ostatnim odruchu prosi Bonda o wybaczenie. Znikają także pieniądze, które zabiera niepostrzeżenie pan White.
M wyjaśnia później, iż Vesper Lynd była szantażowana przez organizację, która porwała jej ukochanego – więc prawdopodobnie ona była wtyczką Chiffre’a. Zdradziła, ale ocaliła życie Bondowi, zgadzając się na przekazanie pieniędzy pod warunkiem zachowania Bonda przy życiu. 007 przeglądając jej telefon, odkrywa ostatnią informację od Vesper – numer pana White’a. W ostatniej scenie White przyjeżdża do swej posiadłości nad jeziorem Como, gdzie czeka już na niego Bond.

## Obsada
- Daniel Craig jako James Bond, agent MI6, któremu nadano nowy status 00, dający mu licencję na zabijanie[3][4][5].
- Eva Green jako Vesper Lynd, agentka Skarbu Państwa Jej Królewskiej Mości przydzielona do nadzorowania Bonda i zapewnienia mu pieniędzy w grze w pokera[3][4][5].
- Mads Mikkelsen jako Le Chiffre, bankier, który finansuje wielu światowych przestępców i terrorystów, jest też członkiem grupy Spectre, a także matematycznym geniuszem i ekspertem w szachach, i wykorzystuje te umiejętności podczas gry w pokera[3][4][5].
- Jeffrey Wright jako Felix Leiter, agent CIA, który bierze udział w turnieju pokerowym, asystując Bondowi[3][4][5]. Leitera czarnoskóry aktor grał wcześniej w filmie Nigdy nie mów nigdy[6].
- Judi Dench jako M, szef MI6. Odgrywa w życiu Bonda rolę matki, mimo wątpliwości co do jego awansu[3][4][5]. Dench była jedynym członkiem obsady przeniesionym z filmów o Bondzie z Pierce’em Brosnanem[7].

Ponadto w filmie wystąpili: Giancarlo Giannini jako René Mathis, kontakt Bonda w Czarnogórze, Tobias Menzies jako Villiers, młody sekretarz M w siedzibie MI6, Isaach de Bankolé jako Steven Obanno, przywódca Lord’s Resistance Army, Simon Abkarian jako Alex Dimitrios, współpracownik Le Chiffre’a, mieszkający na Bahamach, Ivana Miličević jako Valenka, dziewczyna i wspólniczka Le Chiffre’a, towarzyszy mu w grze w pokera, Caterina Murino jako Solange Dimitrios, po uwiedzeniu przez Bonda ujawnia jeden plany swojego męża, Claudio Santamaria jako Carlos, terrorysta zatrudniony przez Le Chiffre’a do wysadzenia samolotu, Sébastien Foucan jako Mollaka, twórca bomb ścigany przez Bonda na Madagaskarze, a także Jesper Christensen jako Mr. White, szef bezimiennej organizacji przestępczej (ukazanej szerzej w Quantum of Solace). Rolę cameo miał również brytyjski przedsiębiorca Richard Branson, jako jeden z pasażerów na lotnisku w Miami.

## Produkcja

### Rozwój projektu

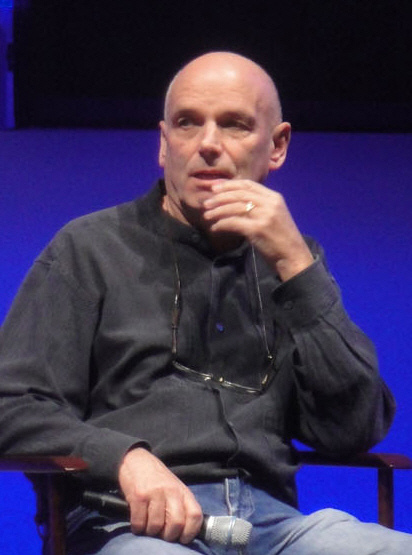
Martin Campbell, reżyser filmu

Powieść Iana Fleminga Casino Royale była ekranizowana kilka razy. Początkowo została wydana w postaci odcinka telewizyjnego w 1954 roku, w którym zagrali Barry Nelson jako Bond i Peter Lorre jako czarny charakter Le Chiffre, a także jako niekanoniczny film satyryczny z 1967 roku z Davidem Nivenem, Peterem Sellersem i Woodym Allenem. Eon Productions uzyskało prawa do Casino Royale w 1999 roku po tym, jak Sony Pictures Entertainment wymieniło je na prawa Metro-Goldwyn-Mayer do Spider-Mana. W marcu 2004 roku Neal Purvis i Robert Wade rozpoczęli pisanie scenariusza, którego celem było przywrócenie smaku oryginalnych powieści Iana Fleminga o Bondzie. Główną rolę zagrać miał Pierce Brosnan. Paul Haggis miał za zadanie wykreować na nowo punkt kulminacyjny filmu. Wyjaśnił, że „szkic był bardzo wierny książce”. Powiedział też: „Nie wiem dlaczego, ale pomyślałem, że Vesper musi być w tonącym budynku, a Bond musi najpierw chcieć ją zabić, a potem spróbować uratować”. Haggis stwierdził, że chcą „aby ten film był dla Bonda tym, czym film Batman: Początek dla Batmana”. Broccoli i Wilson byli świadomi, że „Śmierć nadejdzie jutro stało się zbyt fantastyczne” stwierdzając, że następny film powinien być bardziej realistyczny.
W 2004 roku Quentin Tarantino był zainteresowany wyreżyserowaniem adaptacji Casino Royale z Pierce’em Brosnanem w roli głównej. Ostatecznie w lutym 2005 roku reżyserem filmu został ogłoszony Martin Campbell, który wcześniej wyreżyserował GoldenEye (1995). Tego samego roku Sony stało się współudziałowcem Metro-Goldwyn-Mayer, dzięki czemu uzyskało prawa do dystrybucji filmu.
Wytwórnia uważała, że w ostatnich filmach, zwłaszcza w Śmierć nadejdzie jutro, zbyt mocno opierali się na generowanych komputerowo efektach specjalnych w nowszych filmach i postanowili wykonać sceny kaskaderskie w Casino Royale „w tradycyjny sposób”. Dążąc do większego realizmu, scenarzyści Purvis, Wade i Haggis chcieli, aby scenariusz był jak najbardziej zbliżony do oryginalnej powieści z 1953 roku, zachowując mroczną fabułę Fleminga i charakterystykę Bonda. Ze względu na kwestie praw autorskich związanych z powieścią Operacja Piorun, organizacja, której członkiem jest Mr. White, nie nosi nazwy Spectre.

### Casting
Kiedy Pierce Brosnan został obsadzony w roli Jamesa Bonda, jego kontrakt obejmował cztery filmy. Aktor wywiązał się z niego wraz produkcją Śmierć nadejdzie jutro w 2002 roku. W lutym 2004 Brosnan oficjalnie poinformował, że podjęto decyzję o jego nieprzedłużeniu i nie zagra już Bonda. Do tej roli wzięto pod uwagę ponad 200 kandydatów. Chorwacki aktor Goran Višnjić nie był w stanie opanować wystarczająco brytyjskiego akcentu. Rozważano też obsadzenie Nowozelandczyka Karla Urbana, ale nie mógł on pojawić się na zdjęciach próbnych z powodu wcześniejszych zobowiązań filmowych. Według Martina Campbella, Henry Cavill był jedynym aktorem poważnie branym pod uwagę, jednak ostatecznie uznano, że jest za młody. Kandydatami byli również australijski aktor Sam Worthington i szkocki aktor Dougray Scott. Janet Hirshenson i Jane Jenkins, które były odpowiedzialne za casting oraz reżyser Martin Campbell powiedzieli, że przeprowadzono zdjęcia próbne z Alexem O’Loughlinem, Julianem McMahonem, Ewanem McGregorem, Rupertem Friendem i Antonym Starrem.
W maju 2005 roku brytyjski aktor Daniel Craig oświadczył, że MGM oraz producenci Michael G. Wilson i Barbara Broccoli zapewnili go, że dostanie rolę Bonda, a Matthew Vaughn powiedział dziennikarzom, że MGM zaoferowało mu możliwość wyreżyserowania filmu. Eon Productions nie odniosło się do żadnej z tych plotek. Rok wcześniej Craig odrzucił propozycję, jednak po przeczytaniu scenariusza zainteresował się rolą. Aby odpowiednio przygotować się do zagrania Bonda, Craig przeczytał wszystkie powieści Fleminga. Inspirował się też agentami Secret Intelligence Service, którzy służyli jako doradcy na planie.
14 października 2005 roku Eon Productions, Sony Pictures Entertainment i MGM ogłosiły na konferencji prasowej w Londynie, że szóstym aktorem, który zagra Jamesa Bonda będzie Brytyjczyk, Daniel Craig. Decyzja ta została odebrana chłodno i pojawiło się wiele kontrowersji, a niektórzy krytycy i fani wyrażali wątpliwości, czy producenci dokonali właściwego wyboru. Przez cały okres produkcji kampanie internetowe, takie jak „danielcraigisnotbond.com”, wyrażały niezadowolenie i groziły bojkotem filmu. Craig, w przeciwieństwie do poprzednich aktorów, nie był uważany przez protestujących za pasującego do wysokiego, ciemnego, przystojnego i charyzmatycznego wizerunku Bonda, do którego przywykli widzowie. Dziennik The Daily Mirror zamieścił na pierwszej stronie krytyczny artykuł o Craigu, z nagłówkiem The Name’s Bland – James Bland.
Jedna z osób odpowiedzialnych za casting, Debbie McWilliams przyznała, że do roli dziewczyny Bonda, Vesper Lynd, były brane pod uwagę hollywoodzkie aktorki Angelina Jolie i Charlize Theron. W przesłuchaniu brała także udział belgijska aktorka Cécile de France, ale producenci uznali, że ma zły brytyjski akcent. Rozważano także francuską aktorkę Audrey Tautou, ale nie wybrano jej ze względu na angaż w filmie Kod Leonarda da Vinci, który miał premierę w 2006 roku. W lutym 2006 ogłoszono, że w roli obsadzona została francuska aktorka Eva Green.

### Zdjęcia

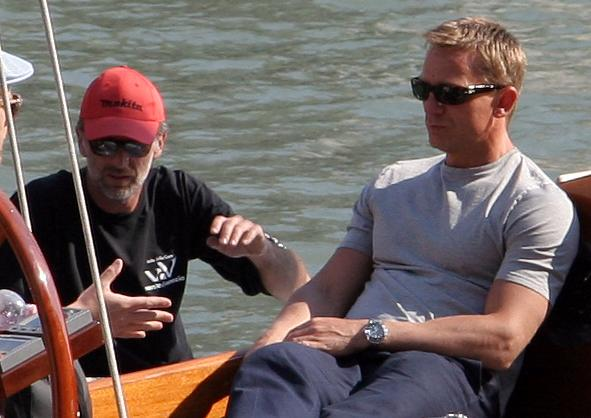
Craig w Wenecji podczas kręcenia scen na pokładzie jachtu Spirit

Zdjęcia do Casino Royale rozpoczęły się w styczniu 2006, a zakończyły pod koniec lipca 2006. Za scenografię odpowiadał Peter Lamont, a za kostiumy Lindy Hemming. Film był kręcony głównie w Barrandov Studios w Pradze, a dodatkowe sceny plenerowe na Bahamach, we Włoszech i w Wielkiej Brytanii, a zakończyły się w Pinewood Studios. Początkowo zdjęcia miały odbyć się w Pradze i RPA, ale Eon Productions napotkało problemy w zabezpieczeniu lokalizacji filmowych w Południowej Afryce, więc producenci musieli znaleźć inne miejsce. We wrześniu 2005, Martin Campbell i odpowiedzialny za zdjęcia Phil Meheux zaproponowali jedną z wysp na Bahamach, która ostatecznie stała się jedną z lokalizacji filmowych. W Wielkiej Brytanii zdjęcia odbyły się też na lotnisku Dunsfold Aerodrome w Surrey, na boisku do krykieta w Eton College oraz na poligonie Millbrook Vehicle Proving Ground w Bedfordshire. Sceny turnieju pokerowego kręcone były w Grandhotel Pupp w Karlowych Warach, natomiast sceny z Czarnogóry w miasteczku Loket.
Główną włoską lokalizacją była Wenecja, gdzie rozgrywa się większość zakończenia filmu. Scena z Bondem na żaglówce została nakręcona na pokładzie 54-metrowego jachtu o nazwie Spirit. Został on zbudowany przez Spirit Yachts w Suffolk w Anglii i w celu przewiezienia go na plan filmowy musiał zostać rozmontowany, bo nie mieścił się pod weneckimi mostami. Inne sceny z drugiej połowy filmu zostały nakręcone m.in. w Villa del Balbianello w miejscowości Tremezzina nad brzegiem jeziora Como.

### Postprodukcja
Za efekty specjalne odpowiadali Steve Begg oraz Chris Corbould. Głównym studiem, które je realizowało jest Peerles Camera Co. Projektując sekwencję podczas napisów początkowych, grafik Daniel Kleinman inspirował się okładką pierwszej brytyjskiej wersji Casino Royale z 1953 roku, na której znalazł się oryginalny projekt Iana Fleminga przedstawiający kartę do gry, otoczoną ośmioma czerwonymi sercami ociekającymi krwią. Tworząc cienie, Kleinman zdigitalizował niektóre sceny filmowe z udziałem Craiga i kaskaderów; sylwetki aktorów zostały włączone do ponad 20 scen, przedstawiających wzory kart. Kleinman zrezygnował z kobiecych sylwetek, biorąc pod uwagę, że kobiety nie pasowały zarówno do ducha filmu, jak i do fabuły, bo Bond był już zakochany. Za wykonanie tej sekwencji odpowiadało studio Framestore.

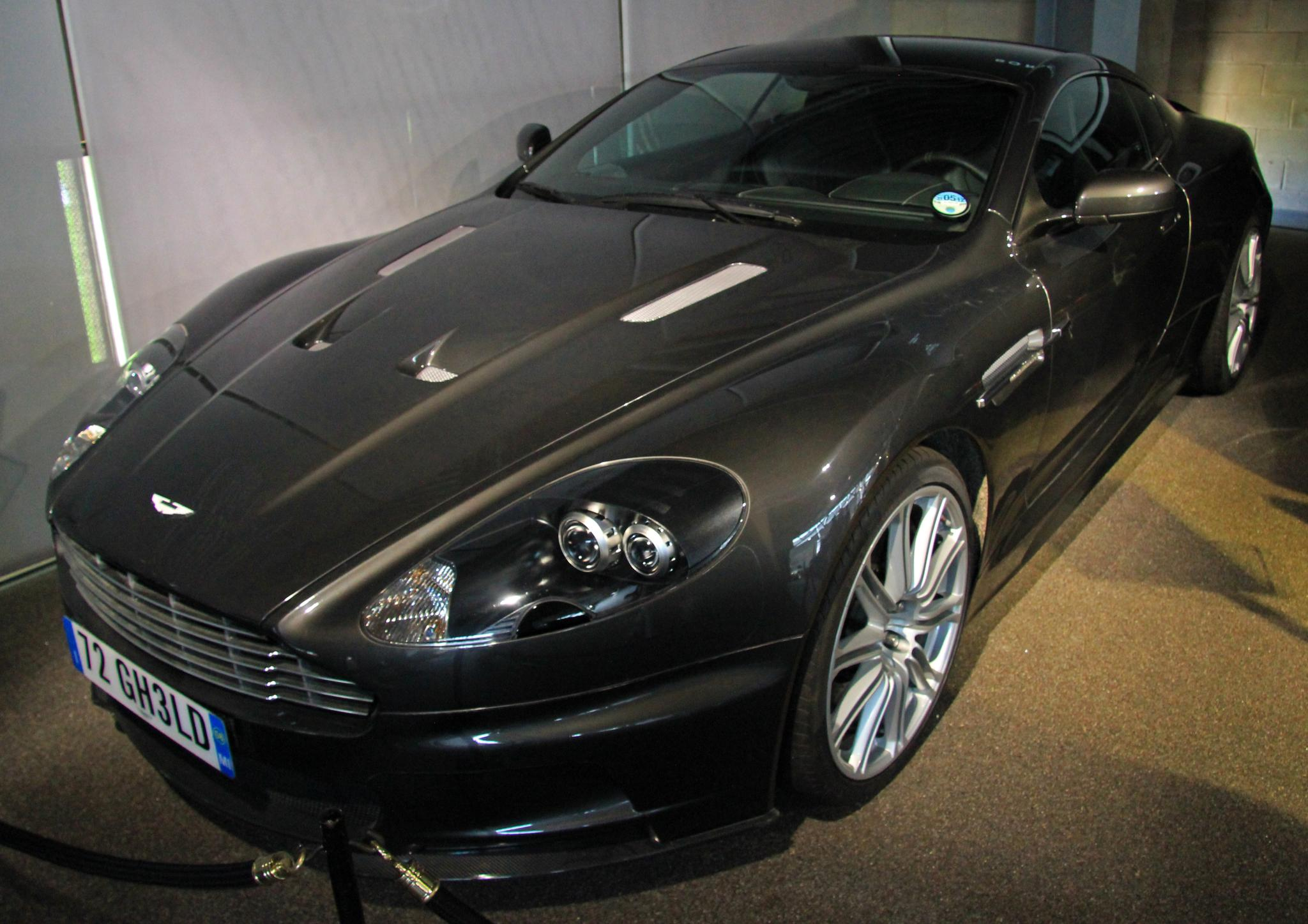
Aston Martin DBS, używany w filmie przez Bonda

W pozostałej części filmu reżyser postanowił zachować więcej realizmu i znacznie ograniczył efekty cyfrowe. Efekty do początkowej sceny pościgu zostały opracowane przez Moving Picture Company. Skyfleet S570 w filmie to były samolot British Airways 747-200B G-BDXJ, któremu usunięto silniki i odpowiednio zmodyfikowano. Silniki zaburtowe zastąpiono zewnętrznymi zbiornikami paliwa, a profil kokpitu został zmieniony, aby samolot wyglądał jak prototyp zaawansowanego samolotu pasażerskiego. Samo lotnisko w Miami, na którym rozgrywa się scena pościgu zostało stworzone komputerowo, na podstawie materiału nagranego przez Steve’a Begga. Montażem całości zajął się Stuard Baird.
Zatopiony wenecki dom w zakończeniu filmu został stworzony na największej platformie, jaką kiedykolwiek zbudowano dla filmu Bonda. Ważyła ona około 100 ton.
Podczas kręcenia, firma Aston Martin była jeszcze w końcowej fazie projektowania modelu DBS. Na plan dostarczono tylko dwa działające samochody. Oprócz nich Aston Martin musiał przygotować i wzmocnić trzy wcześniejsze modele – DB9, do użytku jako samochody kaskaderskie. Przy prędkości przekraczającej 113 km/h samochód podczas zdjęć obrócił się siedmiokrotnie, co 5 listopada 2006 zostało zapisane w Księdze Rekordów Guinnessa jako nowy rekord świata.

## Muzyka
Ścieżka dźwiękowa, wydana przez Sony Classical Records 14 listopada 2006, zawierała muzykę skomponowaną przez Davida Arnolda. Była to jego czwarta ścieżka dźwiękowa do serii filmów o Bondzie. Za aranżacje odpowiadał Nicholas Dodd. Producenci Michael G. Wilson i Barbara Broccoli ogłosili 26 lipca 2006, że piosenkę tytułową „You Know My Name” wykona i skomponuje Chris Cornell. Główny motyw piosenki obecny jest przez cały film, pokazując młodość i brak doświadczenia Bonda. Klasyczny motyw pojawia się tylko podczas napisów końcowych, aby zasygnalizować punkt kulminacyjny rozwoju jego postaci.
| „Casino Royale: Original Motion Picture Soundtrack – Disc 1” – 2006 | „Casino Royale: Original Motion Picture Soundtrack – Disc 1” – 2006 | „Casino Royale: Original Motion Picture Soundtrack – Disc 1” – 2006 |
| Nr                                                                  | Tytuł utworu                                                        | Długość                                                             |
| ------------------------------------------------------------------- | ------------------------------------------------------------------- | ------------------------------------------------------------------- |
| 1.                                                                  | „African Rundown”                                                   | 6:52                                                                |
| 2.                                                                  | „Nothing Sinister”                                                  | 1:27                                                                |
| 3.                                                                  | „Unauthorised Access”                                               | 1:08                                                                |
| 4.                                                                  | „Blunt Instrument”                                                  | 2:22                                                                |
| 5.                                                                  | „CCTV”                                                              | 1:30                                                                |
| 6.                                                                  | „Solange”                                                           | 0:59                                                                |
| 7.                                                                  | „Trip Aces”                                                         | 2:06                                                                |
| 8.                                                                  | „Miami International”                                               | 12:43                                                               |
| 9.                                                                  | „I’m the Money”                                                     | 0:27                                                                |
| 10.                                                                 | „Aston Montenegro”                                                  | 1:03                                                                |
| 11.                                                                 | „Dinner Jackets”                                                    | 1:52                                                                |
| 12.                                                                 | „The Tell”                                                          | 3:23                                                                |
| 13.                                                                 | „Stairwell Fight”                                                   | 4:12                                                                |
| 14.                                                                 | „Vesper”                                                            | 1:44                                                                |
| 15.                                                                 | „Bond Loses It All”                                                 | 3:56                                                                |
| 16.                                                                 | „Dirty Martini”                                                     | 3:49                                                                |
| 17.                                                                 | „Bond Wins It All”                                                  | 4:32                                                                |
| 18.                                                                 | „The End of an Aston Martin”                                        | 1:30                                                                |
| 19.                                                                 | „The Bad Die Young”                                                 | 1:18                                                                |
| 20.                                                                 | „City of Lovers”                                                    | 3:30                                                                |
| 21.                                                                 | „The Switch”                                                        | 5:07                                                                |
| 22.                                                                 | „Fall of a House in Venice”                                         | 1:53                                                                |
| 23.                                                                 | „Death of Vesper”                                                   | 2:50                                                                |
| 24.                                                                 | „The Bitch Is Dead”                                                 | 1:05                                                                |
| 25.                                                                 | „The Name’s Bond... James Bond”                                     | 2:49                                                                |

| „Casino Royale: Original Motion Picture Soundtrack – Disc 2” – 2006 | „Casino Royale: Original Motion Picture Soundtrack – Disc 2” – 2006 | „Casino Royale: Original Motion Picture Soundtrack – Disc 2” – 2006 |
| Nr                                                                  | Tytuł utworu                                                        | Długość                                                             |
| ------------------------------------------------------------------- | ------------------------------------------------------------------- | ------------------------------------------------------------------- |
| 1.                                                                  | „Licence: 2 Kills”                                                  | 2:38                                                                |
| 2.                                                                  | „Reveal LeChiffre”                                                  | 1:25                                                                |
| 3.                                                                  | „Mongoose vs. Snake”                                                | 1:16                                                                |
| 4.                                                                  | „Bombers Away”                                                      | 0:27                                                                |
| 5.                                                                  | „Push Them Overboard”                                               | 0:27                                                                |
| 6.                                                                  | „Bedside Computer”                                                  | 0:41                                                                |
| 7.                                                                  | „Beep Beep Beep Bang”                                               | 0:37                                                                |
| 8.                                                                  | „Inhaler”                                                           | 0:27                                                                |
| 9.                                                                  | „Brother from Langley”                                              | 1:41                                                                |
| 10.                                                                 | „Prelude to a Beating”                                              | 1:17                                                                |
| 11.                                                                 | „Coming Round”                                                      | 1:11                                                                |
| 12.                                                                 | „I’m Yours”                                                         | 1:04                                                                |
| 13.                                                                 | „Running to the Elevator”                                           | 0:28                                                                |

## Wydanie
Światowa premiera filmu Casino Royale odbyła się 14 listopada 2006 w Londynie podczas 60th Royal Film Performance. Podczas wydarzenia uczestniczyła obsada i produkcja filmu oraz zaproszeni specjalni goście. W Wielkiej Brytanii film został wypuszczony dla szerszej publiczności 16 listopada 2006. W Stanach Zjednoczonych oraz Kanadzie premiera miała miejsce 17 listopada 2006. Tego samego dnia film zadebiutował w Polsce. W Niemczech film pojawił się 23 listopada tego samego roku, a we Włoszech 5 stycznia 2007.
Już dwa dni po premierze pirackie kopie filmu pojawiły się w sprzedaży w Londynie. DVD, które naruszały prawo, były sprzedawane za mniej niż 1 dolara i były słabej jakości. Dodatkowo film był dostępny nielegalnie w Internecie, skąd pobrano go co najmniej 250 tysięcy razy. Anonimowa osoba zaproponowała Craigowi taki egzemplarz podczas spaceru ulicami Pekinu.
30 stycznia 2007 roku Casino Royale stało się pierwszym filmem o Bondzie, który ukazał się w kinach w Chinach.
Po tym, jak krytycy nazwali Die Another Day „Buy Another Day” z powodu około 20 ofert lokowania produktów, Eon ograniczyło promocję filmu. Wśród partnerów znalazły się takie firmy, jak Ford, Heineken (gdzie Eva Green zagrała w reklamie), Smirnoff, Omega SA, Virgin Atlantic i Sony Ericsson.
Produkcja została wydana na DVD, UMD i Blu-ray 16 marca 2007. Wydania DVD i Blu-ray pobiły rekordy sprzedaży: to pierwsze osiągnęło rekord najszybciej sprzedających się tytułów w pierwszym tygodniu, a to drugie stało się najlepiej sprzedającym się tytułem w wysokiej rozdzielczości, z ponad 100 000 kopii sprzedanymi od czasu wydania. Wydanie DVD zawiera oficjalny teledysk do filmu oraz trzy filmy dokumentalne szczegółowo opisujące proces produkcji, a także w jaki sposób Daniel Craig został wybrany do roli Bonda i rozszerzoną wersję filmu dokumentalnego Bond Girls Are Forever, zawierającą wywiady z członkowie obsady Casino Royale.
Drugie, trzypłytowe wydanie Casino Royale na DVD ukazało się w 24 października 2008. Oprócz materiałów obecnych w wydaniu z 2007 roku, edycja zawiera m.in. usunięte sceny i komentarze. Dwupłytowa wersja Blu-ray pojawiła się również pod koniec 2008 roku i zawierała dodatkowe materiały, a ścieżka dźwiękowa 5.1 PCM z poprzedniej wersji została zastąpiona 5.1 Dolby TrueHD.
Po raz trzeci wydanie na Blu-ray ukazało się w 2012 roku i zawierało system dźwięku DTS i usunięte sceny, ale mniejszą ilość materiałów niż edycja z 2008 roku. Wersja Blu-ray 4k UHD ukazała się 25 lutego 2020.

### Cenzura
Film został ocenzurowany w Wielkiej Brytanii, Stanach Zjednoczonych, Niemczech i Chinach.
W Wielkiej Brytanii, usunięto scenę tortur Bonda przez Le Chiffre’a, dzięki czemu film otrzymał kategorię BBFC 12A. W Stanach Zjednoczonych, aby film mógł uzyskać kategorię wiekową PG-13, ocenzurowane zostały dwie sceny walki: między Bondem a Fisherem, z którym kontaktował się zdradziecki agent MI6, oraz między Bondem i Obanno na schodach w Casino Royale.
W wersji niemieckiej zastąpiono alternatywnym ujęciem sekwencję na lotnisku, w której bomba powoduje złamanie karku jednego ze złoczyńców. Chińskie wydanie zostało skrócone m.in. również o scenę tortur i walkę na schodach, a także ujęcie Bonda oczyszczającego ranę w hotelu oraz scenę na łodzi. Zmieniono też m.in. odniesienia do czasów zimnej wojny.
W pełni nieocenzurowaną wersję można znaleźć w australijskich, holenderskich, francuskich, hongkońskich, japońskich i skandynawskich wydaniach Blu-ray i DVD, w brytyjskich wydaniach Blu-ray od 2012 roku (kategoria PG-15) oraz na Blu-ray 4K UHD (oznaczone jako wydanie rozszerzone bez kategorii).

## Odbiór

### Box office
Film zarobił na całym świecie 606 099 584 USD przy budżecie 150 000 000 USD. Casino Royale było dziewiątym najbardziej dochodowym filmem 2006 roku i najbardziej dochodową częścią serii o Jamesie Bondzie (został przebity przez Skyfall w listopadzie 2012).
Po premierze w Wielkiej Brytanii Casino Royale pobiło rekordy całej serii: największy dochód w dniu otwarcia – 1,7 miliona funtów – i w weekend otwarcia – 25,5 mln USD. Łącznie zarobił tam ponad 108 mln USD, co czyni go najbardziej udanym filmem roku w Wielkiej Brytanii, a od 2011 roku dziesiątym najbardziej dochodowym filmem wszech czasów w kraju.
W dniu premiery w USA Casino Royale zarobiło prawie 15 mln USD, a przez pierwszy weekend prawie 41 mln USD, co plasuje je na drugim miejscu w rankingu (za Happy Feet, które zarobiło 41,5 mln USD). Casino Royale zostało jednak pokazane w mniejszej liczbie kin i miało lepszą średnią (11 890 USD za kino, podczas gdy Happy Feet miało 10 918 USD). Łącznie w Ameryce Północnej zarobił ponad 167,5 mln USD, co czyniło go najbardziej kasowym filmem serii (aż do przebicia przez Quantum of Solace, które zarobiło 168,4 mln USD).
W Chinach Casino Royale zarobiło około 11,7 miliona dolarów na 468 ekranach, w tym rekordową sumę (1,5 miliona dolarów) w weekend otwarcia dla filmu innego niż chiński. W Australii film zarobił ponad 25 mln USD, a w Niemczech ponad 50 mln USD. Więcej, niż 10 mln USD produkcja zarobiła też w Danii, Holandii, Hiszpanii, Szwecji, Japonii, Singapurze oraz we Włoszech.
W Polsce podczas weekendu otwarcia film zarobił ponad 782 tysiące dolarów, a łącznie prawie 3 miliony dolarów
Podczas weekendu otwarcia Casino Royale miało najlepszy zysk, wynoszący 43 407 886 USD w 27 krajach (poza Wielką Brytanią, Irlandią, USA i Kanadą). Film utrzymywał pierwsze miejsce przez cztery tygodnie.

### Reakcje krytyków
Film spotkał się z pozytywną recenzją krytyków. W serwisie Rotten Tomatoes 94% z 263 recenzji uznano za pozytywne, a średnia ocen wystawionych na ich podstawie wyniosła 7,9/10. Jest to trzeci najwyżej oceniony film o Bondzie. Wyższe recenzje otrzymały tylko Pozdrowienia z Rosji oraz Doktor No (95%) i Goldfinger (99%). Na agregatorze Metacritic średnia ważona ocen z 46 recenzji wyniosła 80 punktów na 100. Odbiorcy ankietowani przez CinemaScore przyznali filmowi średnią ocenę „A-” w skali od A+ do F.
Gazeta The Daily Telegraph porównała charakterystykę Craiga do Seana Connery’ego i pochwalił scenariusz jako mądrze napisany, zauważając, jak film odszedł od konwencji serii. The Times porównał wizerunek postaci stworzony przez Craiga do postaci granej przez Timothy’ego Daltona. Powoływano się też na sekwencję pościgu po dźwigach na Madagaskarze. Paul Arendt z BBC Films, Kim Newman z Empire i Todd McCarthy z Variety stwierdzili, że Craig jako pierwszy aktor rzeczywiście ucieleśnienia wizję Iana Fleminga z oryginalnej powieści: jest ironiczny, brutalny i zimny. Arendt dodał: „Craig jest pierwszym aktorem, który naprawdę uchwycił charakterystyczną cechę agenta 007: jest absolutną świnią”.
Tim Adams z The Observer, stwierdził, że film wypadł niekomfortowo, próbując uczynić serię bardziej przyziemną. Podsumował, że po filmie można być „wstrząśniętym, ale zmieszanym”.
Roger Moore napisał: „Daniel Craig wywarł na mnie ogromne wrażenie w swoim debiucie jako Bond, wprowadzając do postaci bardziej surową, niewybredną nutę. Interpretacja Craiga była czymś, czego wcześniej nie widzieliśmy na ekranie. Bond odnosił sukcesy popełniał błędy. Intrygujące było widzieć, jak jest karcony przez M, tak jak niegrzeczny uczeń przez dyrektora. Scenariusz pokazał go jako bezbronnego, zmartwionego i wadliwego bohatera. Wręcz przeciwnie do mojego Bonda! Craig był i jest dokładnie tym, co opisał w książkach Ian Fleming – bezwzględną maszyną do zabijania. To był Bond, którego pragnęła publiczność”. Moore był pod takim wrażeniem, że zdecydował się kupić DVD.
Marcin Kamiński z bazy Filmweb, oceniając film na 6/10, napisał: „Barbara Broccoli, decydując się na realizację nowego filmu, wiele ryzykowała, ale gra va banque stanowczo się opłaciła. Bond po face liftingu robi doskonałe wrażenie i zostaje w pamięci na długo, podobnie jak hipnotyczne, błękitne oczy Daniela Craiga”.
Marcin Andrys z portalu paradoks.net ocenił film na 8/10, twierdząc, że „Craig to agent 007 na miarę XXI wieku, jest mu obojętne czy pije Martini wstrząśnięte czy mieszane. Chrzest bojowy ma już za sobą, teraz pora na kolejnego, jeszcze lepszego Bonda”.
Film został podobnie dobrze przyjęty w Ameryce Północnej. MSNBC przyznało mu 5 gwiazdek. Produkcja została opisana, jako „powrót do korzeni”, podobnie jak Pozdrowienia z Rosji, gdzie skupiono się na charakterze, zamiast gadżetach i efektach specjalnych, które były krytykowane w Śmierć nadejdzie jutro. Entertainment Weekly ocenił film jako piąty najlepszy w serii i wybrał Vesper Lynd jako czwartą najlepszą dziewczynę Bonda w serii. Niektórzy felietoniści i krytycy byli pod takim wrażeniem występu Craiga, że uznali go za realnego kandydata do nominacji do Oscara.
W grudniu 2006 Casino Royale zostało uznane przez widzów Film 2006 za najlepszy film roku. W 2009 brytyjska firma produkująca lody Del Monte Superfruit Smoothies wprowadziła na rynek lody na patyku, uformowane na wzór Craiga wynurzającego się z morza. W 2008 roku magazyn Empire umieścił Casino Royale na 56. miejscu wśród 500 najlepszych filmów wszech czasów.

## Nagrody i nominacje
Podczas rozdania nagród Brytyjskiej Akademii Sztuk Filmowych i Telewizyjnych w 2006 roku, Casino Royale zdobyło nagrodę filmową za najlepszy dźwięk (Chris Munro, Eddy Joseph, Mike Prestwood Smith, Martin Cantwell, Mark Taylor) oraz nagrodę Orange Rising Star Award, którą przyznano Evie Green. Film był nominowany do ośmiu nagród BAFTA, w tym za najlepszy brytyjski film roku, najlepszy scenariusz (Neal Purvis, Robert Wade, Paul Haggis), najlepszą muzykę filmową (David Arnold), najlepsze zdjęcia (Phil Méheux), najlepszy montaż (Stuart Baird), najlepszą scenografię (Peter Lamont, Simon Wakefield), najlepsze efekty specjalne (Steve Begg, Chris Corbould, John Paul Docherty, Ditch Doy) i najlepszego aktora (Daniel Craig). Dzięki temu Craig stał się pierwszym aktorem, który otrzymał nominację do nagrody BAFTA za rolę Jamesa Bonda. Otrzymał także nagrodę Evening Standard British Film dla najlepszego aktora.
Casino Royale wygrało Excellence in Production Design Award od Art Directors Guild, a wokalista Chris Cornell za piosenkę „You Know My Name” wygrał nagrodę Satelita za najlepszą piosenkę. Film był nominowany do pięciu nagród Saturna – najlepszy film akcji/przygodowy/thriller, najlepszy aktor (Daniel Craig), najlepsza aktorka drugoplanowa (Eva Green), najlepszy Scenariusz (Purvis, Wade i Haggis) oraz najlepsza muzyka (David Arnold). Golden Tomato Awards 2006 okrzyknęło Casino Royale filmem roku. Produkcja była również nominowana i zdobyła wiele innych międzynarodowych nagród m.in. za montaż filmu, efekty wizualne, i scenografia. Podczas Saturn Awards 2007, film został uznany za najlepszy film akcji/przygodowy/thriller roku 2006. Kilku członków ekipy było również laureatami 2007 Taurus World Stunt Awards, w tym Gary Powell, Ben Cooke, Kai Martin, Marvin Stewart-Campbell i Adam Kirley.
| Nagroda                               | Kateogria                                               | Nominowani                                                                                   | Wynik     |
| ------------------------------------- | ------------------------------------------------------- | -------------------------------------------------------------------------------------------- | --------- |
| American Cinema Editors Awards        | Najlepszy film fabularno-dramatyczny                    | Stuart Baird                                                                                 | Nominacja |
| Art Directors Guild Awards            | Excellence in Production Design for a Contemporary Film | Peter Lamont                                                                                 | Wygrana   |
| Nagroda Brytyjskiej Akademii Filmowej | Najlepszy aktor                                         | Daniel Craig                                                                                 | Nominacja |
| Nagroda Brytyjskiej Akademii Filmowej | Najlepszy scenariusz adaptowany                         | Neal Purvis, Robert Wade i Paul Haggis                                                       | Nominacja |
| Nagroda Brytyjskiej Akademii Filmowej | Najlepsze zdjęcia                                       | Phil Méheux                                                                                  | Nominacja |
| Nagroda Brytyjskiej Akademii Filmowej | Najlepszy montaż                                        | Stuart Baird                                                                                 | Nominacja |
| Nagroda Brytyjskiej Akademii Filmowej | Najlepsza muzyka                                        | David Arnold                                                                                 | Nominacja |
| Nagroda Brytyjskiej Akademii Filmowej | Najlepsza scenografia                                   | Peter Lamont, Lee Sandales i Simon Wakefield                                                 | Nominacja |
| Nagroda Brytyjskiej Akademii Filmowej | Najlepszy dźwięk                                        | Chris Munro, Eddy Joseph, Mike Prestwood Smith, Martin Cantwell i Mark Taylor                | Wygrana   |
| Nagroda Brytyjskiej Akademii Filmowej | Najlepsze efekty specjalne                              | Steve Begg, Chris Corbould, John Paul Docherty i Ditch Doy                                   | Nominacja |
| Nagroda Brytyjskiej Akademii Filmowej | Najlepszy brytyjski film roku                           | Michael G. Wilson, Barbara Broccoli, Martin Campbell, Neal Purvis, Robert Wade i Paul Haggis | Nominacja |
| Costume Designers Guild Awards        | Excellence in Contemporary Film                         | Lindy Hemming                                                                                | Nominacja |
| Nagroda Satelita                      | Najlepsza piosenka oryginalna                           | „You Know My Name” (Chris Cornell, David Arnold)                                             | Wygrana   |
| Nagroda Saturn                        | Najlepszy film akcji/przygodowy/thriller                | Casino Royale                                                                                | Wygrana   |
| Nagroda Saturn                        | Najlepszy aktor                                         | Daniel Craig                                                                                 | Nominacja |
| Nagroda Saturn                        | Najlepsza aktorka drugoplanowa                          | Eva Green                                                                                    | Nominacja |
| Nagroda Saturn                        | Najlepszy scenariusz                                    | Neal Purvis, Robert Wade i Paul Haggis                                                       | Nominacja |
| Nagroda Saturn                        | Najlepsza muzyka                                        | David Arnold                                                                                 | Nominacja |
| Visual Effects Society Awards         | Najlepsze efekty specjalne w filmie fabularnym          | Chris Corbould, Peter Notley, Ian Lowe i Roy Quinn                                           | Wygrana   |
| Golden Tomato Awards                  | Najlepszy film roku                                     | Casino Royale                                                                                | Wygrana   |
| Evening Standard British Film         | Najlepszy aktor                                         | Daniel Craig                                                                                 | Wygrana   |

## Kontynuacje
W 2008 roku wydany został film 007 Quantum of Solace, który jest bezpośrednią kontynuacją Casino Royale. Swoje role powtórzyli Daniel Craig, Judi Dench, Jeffrey Wright, Jesper Christensen i Giancarlo Giannini, a postać złoczyńcy zagrał Mathieu Amalric. W 2012 ukazał się kolejny film, Skyfall. Ponownie w roli agenta 007 pojawił się Craig, a po raz siódmy i ostatni w rolę M wcieliła się Judi Dench. Postać antagonisty zagrał Javier Bardem. Następnym filmem było Spectre z 2015. W produkcji po raz kolejny wystąpił Craig, była to też ostatnia z udziałem Jespera Christensena. W rolę M wcielił się Ralph Fiennes, a w rolę złoczyńcy Christoph Waltz. Ostatnim filmem z Danielem Craigiem w roli Jamesa Bonda było Nie czas umierać z 2021. Do roli Felixa Leitera powrócił Jeffrey Wright, ponadto rolę M powtórzył Ralph Fiennes, a rolę Blofelda Christoph Waltz. Jako wróg Bonda, Safin, pojawił się Rami Malek.